# Erich Brodbeck
Erich Brodbeck (* 9. März 1922; † 6. Mai 2013 in Stuttgart) war ein deutscher Journalist.

## Leben
Brodbeck wurde 1922 geboren. Er wuchs auf in Stuttgart und  machte dort im Dritten Reich eine Ausbildung als Versicherungskaufmann. Als Soldat war er in Stalingrad, er war Träger des Eisernen Kreuzes. Nach Kriegsende bekam er die Gelegenheit, in Stuttgart in seinem Wunschberuf als Journalist zu arbeiten. Er arbeitete als Kolumnist für das Stuttgarter Wochenblatt, als Redakteur für die Sportwelt, als Pressesprecher für den ADAC und als Hörfunkreporter.
Er war bekannt für seine Initiativen und Veranstaltungen wie z. B. das Stuttgarter Weindorf, das die lokale Weinkultur förderte. Weiterhin war Brodbeck seit 1974 Präsident der Stuttgarter Prominentenkicker, einer Organisation mit 900 Mitgliedern, die bekannte Persönlichkeiten aus verschiedenen Bereichen des öffentlichen Lebens zu wohltätigen Zwecken zusammenbrachte. Er erfand zahlreiche weitere Veranstaltungen wie den „Goldenen Volltreffer“, das Hallen-Moto-Cross in der Schleyer-Halle, eine Tanzreihe für über 60-Jährige und den Sportlerball.
Er ist Träger des Bundesverdienstkreuzes, der Verdienstmedaille des Landes Baden-Württemberg sowie weiterer Auszeichnungen.
Brodbeck war verheiratet und lebte mit seiner Frau in Asemwald. Er verstarb dort im Alter von 91 Jahren.

## Werke
- Erinnerungen aus seinem Leben und Wirken für Stuttgart, Joy Edition Buchverlag. 2012, ISBN 978-3-938295-60-1.